# Station Clermont-Ferrand
Station Clermont-Ferrand is een spoorwegstation in de Franse gemeente Clermont-Ferrand.